# Iguazel Serón
Iguazel (nacida el 1 de abril de 1994 en Zaragoza, España) es una escritora de infantil y juvenil conocida por sus publicaciones La Liga del Zodiaco y Héroes de Cobre (co-publicada junto a Marta Álvarez). Además es periodista especializada en radio, Japón y estudios de género.

## Reseña biográfica
Iguazel se graduó en Periodismo y tiene un máster en Estudios de Género y otro en Estudios de Japón. Desde 2016 hasta 2021 colaboró en el programa de radio Escúchate en Aragón Radio.
Trabajó como gestora de contenidos web y community manager en el Ayuntamiento de Huesca y fue administradora en la revista online de cultura coreana Norae Magazine. Desde 2020 empezó a valorar manuscritos editoriales de young adult y dio sus primeros pasos en la corrección de estilo como freelance. En 2023 empezó a trabajar como editora en la editorial argentina Del nuevo extremo. 

### Trayectoria literaria
En el año 2012, Iguazel se adentra en el mundo de la literatura presentando un relato corto llamado Tempestad al IX concurso de relatos cortos para leer en tres minutos Luis del Val, llevado a cabo por el ayuntamiento de Sallent de Gállego. La narración queda finalista y se publica en el libro que recoge estos fragmentos tanto de lengua castellana como aragonesa. 
En 2019 Nocturna ediciones anuncia que publicará su primera novela (coescrita con Marta Álvarez) y que saldrá a la luz el 19 de mayo. El libro de fantasía juvenil ambientado en un mundo de corte steampunk donde existe la magia, lleva el nombre de Héroes de Cobre y es una fascinante historia autoconclusiva con trece protagonistas (contiene ilustraciones de Medusa Dollmaker).
Durante el mes de diciembre de 2020, Iguazel junto con Marta Álvarez, Clara Cortés, María Morales, Iria G. Parente, Selene M. Pascual, Paula Peralta, Sélpide San Luis y Andrea Tomé empiezan a dar pistas a través de Twitter de un proyecto que tienen entre manos. Finalmente sale a la luz Feliz Covidad, un cuento de Navidad en medio de una pandemia mundial. Esta antología se publicó únicamente online y todos los beneficios fueron destinados a la Federación Española de Banco de Alimentos (FESBAL).
El 19 de junio de 2021, RBA Molino publica su primera novela infantil La Liga del Zodiaco: ¡Tenemos el poder de las estrellas!. Destinada para niños y niñas de 7 a 9 años, cuenta la historia de Nana, Sofía, Alma y Zuri que parecen chicas normales, pero en su interior esconden el increíble poder del Zodiaco. Transformadas en Aries, Libra, Leo y Cáncer, las cuatro amigas lucharán contra peligrosas criaturas para salvar el mundo y encontrar al resto de las chicas elegidas por las estrellas. ¿Conseguirán dar con ellas antes de que sea demasiado tarde? (La novela contiene ilustraciones y cómics de Mónica Cencerrado) Penguin Kids publica el 2 de junio de 2022 la segunda parte, La Liga del Zodiaco: El Misterio de Acuario. Después de descubrir sus increíbles poderes, ¡Es hora de que la Liga del Zodiaco entre en acción! Las chicas mágicas empiezan a investigar, con resultados sorprendentes: ¿quién es la figura misteriosa que está detrás de los extraños sucesos?, ¿es una chica mágica?, ¡¿y podría ser malvada?! ¡¿Qué está pasando?!

## Vida personal
Iguazel, además de ser periodista y escritora, dedica su tiempo libre a dibujar y publica algunos de sus trabajos en su Portfolio 

## Publicaciones
| Año  | Título                                                   | Fecha de publicación    | Editorial                            | Páginas | Colección             | ISBN              | Notas |
| ---- | -------------------------------------------------------- | ----------------------- | ------------------------------------ | ------- | --------------------- | ----------------- | --- |
| 2012 | Tempestad                                                | 1 de agosto de 2013     | Ayuntamiento de Sallent de Gállego   | 152     | Relatos Luis del Val  | 978-84-616-5738-4 | Relato corto |
| 2019 | Héroes de Cobre                                          | 19 de mayo de 2019      | Nocturna Ediciones                   | 696     | Fantasía juvenil      | 978-84-16858-90-3 | Co-escrita con Marta Álvarez |
| 2020 | Feliz Covidad                                            | 24 de diciembre de 2020 | Autopublicado                        | 174     | Antología Young Adult | -                 | Co-escrita con Marta Álvarez, Clara Cortés, María Morales, Iria G. Parente, Selene M. Pascual, Paula Peralta, Sélpide San Luis y Andrea Tomé |
| 2021 | La liga del Zodiaco: ¡Tenemos el poder de las estrellas! | 19 de junio de 2021     | RBA Molino                           | 208     | Infantil              | 978-84-27222-09-0 | Ilustrado por Mónica Cencerrado |
| 2022 | La liga del Zodiaco: El misterio de Acuario              | 2 de junio de 2022      | Molino (Penguin Kids)                | 224     | Infantil              | 978-84-27222-10-6 | Ilustrado por Mónica Cencerrado |
| 2022 | Déjame Odiarte                                           | 6 de octubre de 2022    | La Galera Young                      | 264     | Juvenil               | 978-84-24673-76-5 | |
| 2022 | Deixa'm Odiar-te                                         | 6 de octubre de 2022    | La Galera Young                      | 240     | Juvenil               | 978-84-24673-75-8 | |
| 2023 | Nadia y Aidan. Una aventura en Brawl Stars               | 8 de marzo de 2023      | Planeta Junior                       | 216     | Infantil              | 978-84-08-26701-0 | |
| 2023 | Seda blanca, fuego malva                                 | 17 de mayo de 2023      | Minotauro Laberinto ( Grupo Planeta) | 432     | Young Adult           | 978-84-450-1473-8 | Co-escrita con Marta Álvarez |
| 2024 | Magic Stars 1 - ¡Somos las elegidas!                     | 11 de julio de 2024     | Molino (Penguin Kids)                | 112     | Infantil              | 978-84-27241-89-3 | |
| 2024 | Magic Stars 2 - ¡Caos en el cole!                        | 11 de julio de 2024     | Molino (Penguin Kids)                | 112     | Infantil              | 978-84-27241-94-7 | |
| 2025 | Magic Stars 3 - La guardiana misteriosa                  | 20 de febrero de 2025   | Molino (Penguin Kids)                | 112     | Infantil              | 978-84-27246-97-3 | |
| 2025 | Yo soy Ella Spice                                        | 5 de junio de 2025      | Fandom Books (Anaya)                 | 304     | Juvenil               | 978-84-19831-37-8 | |

## Colaboraciones
- 2019: VIII Celsius 232. (Invitada)[8]
- 2021: Programa de Gen Playz - Del K-pop al anime: ¿Por qué nos flipa la cultura asiática? (Invitada)[9]